# Kim Cattrall
Kim Victoria Cattrall (/kəˈtræl/; sinh ngày 21 tháng 8 năm 1956) là một nữ diễn viên người Canada gốc Anh Quốc.

## Danh sách phim

### Điện ảnh
| Năm  | Tên                                    | Vai                          |
| ---- | -------------------------------------- | ---------------------------- |
| 1975 | Rosebud                                | Joyce Donnovan               |
| 1977 | Deadly Harvest                         | Susan Franklin               |
| 1979 | Crossbar                               | Katie Barlow                 |
| 1980 | Tribute                                | Sally Haines                 |
| 1981 | Ticket to Heaven                       | Ruthie                       |
| 1982 | Porky's                                | Miss Lynn "Lassie" Honeywell |
| 1984 | Police Academy                         | Cadet Karen Thompson         |
| 1985 | Turk 182                               | Danny Boudreau               |
| 1985 | City Limits                            | Wickings                     |
| 1985 | Hold-Up                                | Lise                         |
| 1986 | Big Trouble in Little China            | Gracie Law                   |
| 1987 | Mannequin                              | Ema "Emmy" Hesire            |
| 1988 | Masquerade                             | Brooke Morrison              |
| 1988 | Midnight Crossing                      | Alexa Schubb                 |
| 1988 | Palais Royale                          | Odessa Muldoon               |
| 1989 | The Return of the Musketeers           | Justine de Winter            |
| 1989 | La famiglia Buonanotte                 | Aunt Eva                     |
| 1989 | Honeymoon Academy                      | Chris                        |
| 1990 | The Bonfire of the Vanities            | Judy McCoy                   |
| 1991 | Star Trek VI: The Undiscovered Country | Lieutenant Valeris           |
| 1992 | Split Second                           | Michelle McLaine             |
| 1994 | Breaking Point                         | Allison Meadows              |
| 1995 | Above Suspicion                        | Gail Cain                    |
| 1995 | Live Nude Girls                        | Jamie                        |
| 1996 | Unforgettable                          | Kelly                        |
| 1996 | Where Truth Lies                       | Racquel Chambers             |
| 1997 | Exception to the Rule                  | Carla Rainer                 |
| 1998 | Modern Vampires                        | Ulrike                       |
| 1999 | Baby Geniuses                          | Robin                        |
| 2001 | 15 Minutes                             | Cassandra                    |
| 2002 | Crossroads                             | Caroline Wagner              |
| 2003 | Shortcut to Happiness                  | Constance Hurry              |
| 2005 | Ice Princess                           | Tina Harwood                 |
| 2006 | The Tiger's Tail                       | Jane O'Leary                 |
| 2008 | Sex and the City                       | Samantha Jones               |
| 2010 | The Ghost Writer                       | Amelia Bly                   |
| 2010 | Meet Monica Velour                     | Monica Velour                |
| 2010 | Sex and the City 2                     | Samantha Jones               |

### Truyền hình
| Năm       | Tên                                       | Vai                                | Ghi chú                            |
| --------- | ----------------------------------------- | ---------------------------------- | ---------------------------------- |
| 1976      | Dead on Target                            | Secretary                          | Không được ghi danh                |
| 1977      | Good Against Evil                         | Linday Isley                       |                                    |
| 1977      | Quincy, M.E.                              | Joy DeReatis                       | Tập: "Let Me Light the Way"        |
| 1977      | Logan's Run                               | Rama II                            | Tập: "Half Life"                   |
| 1977      | Switch                                    | Captain Judith Pierce              | Tập: "Dancer"                      |
| 1977      | What Really Happened to the Class of '65? | Cynthia                            | Tập: "The Girl Nobody Knew"        |
| 1978      | The Hardy Boys/Nancy Drew Mysteries       | Marie Claire                       | 2 tập                              |
| 1978      | Columbo                                   | Joanne Nicholls                    | Tập: "How to Dial a Murder"        |
| 1978      | The Bastard                               | Anne Ware                          |                                    |
| 1978      | Starsky & Hutch                           | Emily Harrison                     | Tập: "Blindfold"                   |
| 1978      | The Paper Chase                           | Karen Clayton                      | Tập: "Da Da"                       |
| 1978      | Family                                    | Susan Madison                      | Tập: "Just Friends"                |
| 1979      | The Incredible Hulk                       | Dr. Gabrielle White                | Tập: "Kindred Spirits"             |
| 1979      | How the West Was Won                      | Dolores                            | Tập: "The Slavers"                 |
| 1979      | Vegas                                     | Princess Zara                      | Tập: "The Visitor"                 |
| 1979      | The Night Rider                           | Regina Kenton                      |                                    |
| 1979      | The Rebels                                | Anne Kent                          |                                    |
| 1979      | Crossbar                                  | Katie Barlow                       |                                    |
| 1979      | Charlie's Angels                          | Sharon Kellerman                   | Tập: "Angels at the Altar"         |
| 1979      | Trapper John, M.D.                        | Princess Allya                     | Tập: "The Surrogate"               |
| 1980      | Scruples                                  | Melanie Adams                      | 3 tập                              |
| 1980      | The Gossip Columnist                      | Dina Moran                         |                                    |
| 1980      | Hagen                                     | Carol Sawyer                       | Tập: "Nightmare"                   |
| 1982      | Trapper John, M.D.                        | Amy West                           | Tập: "You Pays Your Money"         |
| 1983      | Tales of the Gold Monkey                  | Whitney Bunting                    | Tập: "Naka Jima Kill"              |
| 1984      | Sins of the Past                          | Paula Bennett                      |                                    |
| 1991      | Miracle in the Wilderness                 | Dora Adams                         |                                    |
| 1992      | Double Vision                             | Caroline/Lisa                      |                                    |
| 1993      | Running Delilah                           | Christina/Delilah                  |                                    |
| 1993      | Wild Palms                                | Paige Katz                         | 5 tập                              |
| 1993      | Angel Falls                               | Genna Harrison                     | 6 tập                              |
| 1994      | Dream On                                  | Jeannie                            | Tập: "The Homecoming Queen"        |
| 1994      | Screen One                                | Sydnie                             | Tập: "Two Golden Balls"            |
| 1995      | Tom Clancy's Op Center                    | Jane Hood                          |                                    |
| 1995      | The Heidi Chronicles                      | Susan                              |                                    |
| 1996      | Every Woman's Dream                       | Liz Wells                          |                                    |
| 1997      | The Outer Limits                          | Rebecca Highfield                  | Tập: "Re-generation"               |
| 1997      | Invasion                                  | Dr. Sheila Moran                   |                                    |
| 1997      | Rugrats                                   | Melinda Finster (lồng tiếng)       | Tập: "Mother's Day"                |
| 1997      | Duckman                                   | Tami Margulies (lồng tiếng)        | Tập: "The Tami Show"               |
| 1998      | Creature                                  | Dr. Amanda Mayson                  |                                    |
| 1998–2004 | Sex and the City                          | Samantha Jones                     |                                    |
| 1999      | 36 Hours to Die                           | Kim Stone                          |                                    |
| 2004      | The Simpsons                              | Chloe Talbot (lồng tiếng)          | Tập: "She Used to Be My Girl"      |
| 2005      | Kim Cattrall: Sexual Intelligence         | (Chính mình)                       |                                    |
| 2007      | My Boy Jack                               | Caroline Kipling                   |                                    |
| 2007      | The Sunday Night Project                  | (Chính mình)                       | Guest host; series 5, episode 13   |
| 2009–2011 | Producing Parker                          | Dee (lồng tiếng)                   | 26 tập                             |
| 2009      | Who Do You Think You Are? (UK)            | (Chính mình)                       | Tập: "Kim Cattrall"                |
| 2009      | The Simpsons                              | Fourth Simpsons child (lồng tiếng) | Tập: "O Brother, Where Bart Thou?" |
| 2010      | Any Human Heart                           | Gloria Scabius                     |                                    |
| 2011      | Who Do You Think You Are? (US)            | (Chính mình)                       | Tập: "Kim Cattrall"                |
| 2011      | Upstairs Downstairs Abbey                 | Countess of Grantham               | Red Nose Day 2011 telethon sketch  |
| 2013–2016 | Sensitive Skin                            | Davina Jackson                     |                                    |
| 2016      | The Witness for the Prosecution           | Emily French                       |                                    |
| 2018      | Modus                                     | US President Helen Tyler           | Mùa 2                              |